# 백핸드

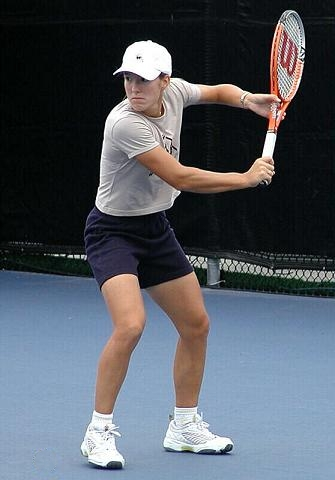
백핸드 스트로크를 치는 쥐스틴 에넹의 모습.

백핸드(backhand)는 테니스에서 라켓을 쥔 손쪽 방향으로 스윙을 하여 공을 치는 것을 말한다. 오른손잡이의 경우 백핸드 스윙은 몸의 왼쪽에서 시작하여 몸의 앞쪽에서 공을 맞춘 뒤, 계속 스윙을 하여 몸의 오른쪽에서 끝나게 된다. 베이스라인에 있을 때나 어프로치 샷을 칠 때 주로 사용된다. 거의 대부분 한손으로만 치는 포핸드와는 달리, 백핸드는 한손으로 치는 타법과 양손으로 치는 타법이 모두 널리 사용된다.
백핸드는 자신이 사용하는 손의 바깥쪽 방향으로 미는 동작으로 쳐야하기 때문에, 일반적으로 포핸드보다 파워가 다소 떨어지며 배우기도 더 어렵다는 것이 정설이다. 과거에는 한손 백핸드가 주류를 이루었으나, 1990년대에 접어들면서 보다 안정적이면서도 파워가 뛰어난 양손 백핸드의 사용이 크게 늘어, 오늘날 프로 선수들 사이에서는 양손 백핸드를 사용하는 선수의 비율이 한손 백핸드를 사용하는 선수의 비율을 앞지르게 되었다.